# Klasyfikacja Bibliograficzna Blissa
Klasyfikacja Bibliograficzna Blissa (KBB) – klasyfikacja bibliograficzna stworzona przez amerykańskiego bibliotekarza Henry'ego Blissa, opublikowana w 1935 roku, po gruntownych badaniach nad teorią i użytecznością klasyfikacji. Według Blissa układ klasyfikacji bibliograficznej powinien być zgodny z klasyfikacją nauk.

## Cechy KBB
- ujęcie każdej z dziedzin w czterech aspektach: 
  - filozoficznym,
  - naukowym,
  - praktycznym,
  - historycznym[1],
- możliwość wyboru, która pozwala w zależności od rodzaju księgozbioru czy potrzeb czytelniczych na umieszczenie tych samych zagadnień w kilku działach.

## Układ KBB
Klasyfikacja składa się z 9 klas oznaczonych cyframi arabskimi przeznaczonych do klasyfikacji różnych części księgozbioru:
| 1 | księgozbiory podręczno-informacyjne gromadzone w czytelniach                           |
| 2 | bibliologia, dokumentacja i biblioteki                                                 |
| 3 | zbiory wyselekcjonowane lub specjalne zbiory umieszczone w oddzielnych pomieszczeniach |
| 4 | księgozbiory działowe lub filie biblioteczne                                           |
| 5 | dokumenty lub archiwa rządowe, instytucji                                              |
| 6 | czasopisma                                                                             |
| 7 | miscellanea                                                                            |
| 8 | zbiory o znaczeniu historycznym, materiały bibliograficzne                             |
| 9 | książki antykwaryczne                                                                  |

Klasy dzielą się na działy, które tworzą drugą część schematu. Działy odpowiadają podziałom na dziedziny wiedzy i oznaczone są dużymi literami alfabetu łacińskiego:
| A | filozofia i nauka w ogólności                             |
| B | fizyka                                                    |
| C | chemia                                                    |
| D | astronomia, geologia, geografia i historia naturalna      |
| E | biologia                                                  |
| F | botanika                                                  |
| G | zoologia                                                  |
| H | antropologia ogólna i fizyczna                            |
| I | psychologia                                               |
| J | oświata                                                   |
| K | socjologia z etnologią i geografią człowieka              |
| L | historia ogólna i starożytna, nauki pomocnicze            |
| M | historia Europy                                           |
| N | historia Ameryki                                          |
| O | historia Australii, Oceanii, Azji i Afryki                |
| P | religia, teologia i etyka                                 |
| Q | stosowane nauki społeczne i etyczne                       |
| R | nauki polityczne                                          |
| S | prawo                                                     |
| T | ekonomia                                                  |
| U | sztuki stosowane                                          |
| V | sztuki piękne                                             |
| W | filologia: języki i literatury nieindoeuropejskie         |
| X | indoeuropejska filologia: języki i literatury             |
| Y | język angielski lub inny język ojczysty i jego literatura |
| Z | bibliologia, bibliografia i biblioteki                    |

Schemat głównych działów  uzupełniony jest przez system poddziałów wspólnych. Część z nich posiada ograniczony zasięg i odnosi się tylko do kilku działów. We wszystkich działach można natomiast stosować: poddziały wspólne języka i narodowości, chronologiczne. Całość klasyfikacji dopełnia indeks przedmiotowy.
KBB znalazła zastosowanie w bibliotekach Wielkiej Brytanii. Aktualizacją klasyfikacji i jej rozbudową zajmuje się British Committee for Bliss Classification.